# Colubride
Colubridele (Colubridae) sunt o familie de șerpi, care cuprinde circa 2000 de specii, aproximativ două treimi din numărul total de specii de șerpi din lume. Ele au un areal foarte larg de răspândire, iar cu excepția mediului marin trăiesc aproape peste tot în regiunile cu climă tropicală, subtropicală și temperată, începând cu Eurasia, Africa și cele două Americi. Unele din ele duc o viață terestră, iar altele (Chrysopelea) o viață arboricolă. Sunt animale ovipare (se reproduc prin ouă)
Toate cele șase specii care trăiesc în Europa sunt neveninoase (cu semne de întrebare fiind Hierophis viridiflavus) și sunt active ziua:
- Zamenis longissimus
- Natrix natrix
- Coronella austriaca
- Natrix tessellata
- Natrix maura
- Hierophis viridiflavus

## Morfologie, mod de viață
Colubridele sunt șerpi supli cu coadă relativ lungă, și spre deosebire de viperă au corpul acoperit cu solzi mari. Capul este mai îngust și mai scurt ca al viperei. Au o gură largă, comisura gurii ajungând până sub ochi. În cazul speciilor veninoase, dinții cu venin sunt situați pe maxilarul superior în fundul gurii.
Năpârca se hrănește cu mamifere mici, păsări, șopârle, amfibii, pești și moluște. Unele colubride din Africa și India se hrănesc numai cu ouă de păsări. Cele mai multe specii de colubride sunt foarte veninoase, venin care produce paralizii sau chiar este mortal pentru om. Printre speciile cele mai veninoase se numără „Dispholidus typus” din sudul Africii sau „Boiga dendrophila” din Asia de Sud, Indonezia.

## Specii din România
- Natrix natrix natrix (Linnaeus 1758) = Șarpele de casă
- Natrix tessellata (Laurenti, 1768) = Șarpele de apă
- Dolichophis caspius (Gmelin, 1789) sau Coluber jugularis caspius Gmelin, 1789  = Șarpele rău, Șarpele cu abdomenul galben
- Elaphe sauromates (Pallas, 1811) sau Elaphe quatuorlineata sauromates (Pallas, 1814) = Balaur, Balaur dobrogean, Șarpele cu patru dungi răsăritean
- Zamenis longissimus (Laurenti, 1768) sau Elaphe longissima longissima (Laurenti, 1768)  = Șarpele lui Esculap
- Coronella austriaca austriaca (Laurenti 1768) = Șarpele de alun

## Classificare

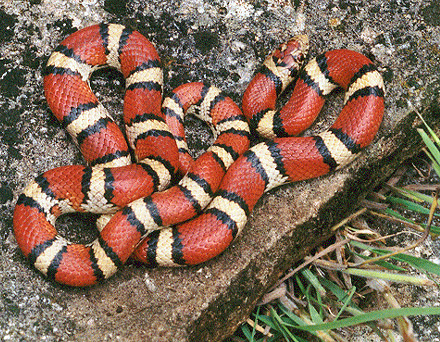
(Lampropeltis triangulum)

Subfamilia Boodontinae
- Boaedon
- Bothrolycus
- Bothrophthalmus
- Buhoma
- Chamaelycus
- Dendrolycus
- Dipsina
- Dromophis
- Duberria
- Gonionotophis
- Grayia
- Hormonotus
- Lamprophis
- Lycodonomorphus
- Lycophidion
- Macroprotodon
- Mehelya
- Montaspis
- Pseudaspis
- Pseudoboodon
- Pythonodipsas
- Scaphiophis

Subfamilia Calamariinae
- Calamaria
- Calamorhabdium
- Collorhabdium
- Etheridgeum
- Macrocalamus
- Pseudorabdion
- Rabdion

Subfamilia Colubrinae
Subfamilia Dipsadinae
- Adelphicos
- Amastridium
- Atractus
- Calamodontophis
- Carphophis
- Chersodromus
- Coniophanes
- Contia
- Crisantophis
- Cryophis
- Diadophis
- Diaphorolepsis
- Dispholidus
- Dipsas
- Echinanthera
- Emmochliophis
- Enuliophis
- Enulius
- Eridiphas
- Geophis
- Gomesophis
- Hydromorphus
- Hypsiglena
- Imantodes
- Leptodeira
- Ninia
- Nothopsis
- Pliocercus
- Pseudoleptodeira
- Pseudotomodon
- Ptychophis
- Rhadinaea
- Rhadinophanes
- Sibon
- Sibynomorphus
- Synophis
- Tachymenis
- Taeniophallus
- Tantalophis
- Thamnodynastes
- Tomodon
- Tretanorhinus
- Trimetopon
- Tropidodipsas
- Urotheca
- Xenopholis

Subfamilia Homalopsinae
Subfamilia Natricinae
- Adelophis
- Afronatrix
- Amphiesma
- Amphiesmoides
- Anoplohydrus
- Aspidura
- Atretium
- Balanophis
- Clonophis
- Hologerrhum
- Hydrablabes
- Hydraethiops
- Iguanognathus
- Macropisthodon
- Natrix
- Nerodia
- Opisthotropis
- Parahelicops
- Pararhabdophis
- Regina
- Rhabdophis
- Seminatrix
- Sinonatrix
- Storeria
- Thamnophis
- Tropidoclonion
- Tropidonophis
- Virginia
- Xylophis
- Xenochrophis

Subfamilia Pareatinae
Subfamilia Psammophiinae
- Hemirhagerrhis
- Malpolon
- Mimophis
- Psammophis
- Psammophylax
- Rhamphiophis

Subfamilia Pseudoxenodontinae
- Plagiopholis
- Pseudoxenodon

Subfamilia Pseudoxyrhophiinae
Subfamilia Xenodermatinae
- Achalinus
- Fimbrios
- Oxyrhabdium
- Stoliczkaia
- Xenodermus
- Xylophis

Subfamilia Xenodontinae
incertae sedis
- Blythia
- Cercaspis
- Cyclocorus
- Elapoidis
- Gongylosoma
- Haplocercus
- Helophis
- Myersophis
- Omoadiphas
- Oreocalamus
- Poecilopholis
- Rhabdops
- Tetralepis
- Thermophis
- Trachischium